# Parafia św. Andrzeja Boboli w Sosnowcu
Parafia Świętego Andrzeja Boboli w Sosnowcu – rzymskokatolicka parafia, położona w dekanacie sosnowieckim - Wniebowzięcia NMP, diecezji sosnowieckiej, metropolii częstochowskiej w Polsce, erygowana w 1938 roku.

## Proboszczowie
- ks. Jan Kiwacz 1938–1956[2]
- ks. Józef Janson (1959–1990)[2]
- ks. Jerzy Barszcz (1990–2004)[2]
- ks. Jacek Kmieć (2004–2018 )[2][3]
- ks. Stanisław Faber (2018–2020)[3][4]
- ks. Stanisław Łabuda (2020– )[5]